# Riksväg 40
Riksväg 40 er en 146 km lang vej fra Göteborg, via Ulricehamn og Borås til Jönköping.

## Afkørsler og kryds
- 70 Kallebäcksmotet E6 E20
- 71 Delsjömotet
- 72 Mölnlyckemotet
- 75 Landvettermotet
- 76 Björrödsmotet
- 77 Flygplatsmotet
- 78 Ryamotet
- 79 Grandalsmotet
- 80 Kullamotet
- 81 Grönkullanmotet
- 82 Nabbamotet
- 83 Viaredsmotet
- 84 Tullamotet
- 85 Brodalsmotet
- 86 Annelundsmotet
- 87 Hultamotet
- 88 Brämhultsmotet
- 89 Kyllaredsmotet
- 90 Dalsjöforsmotet
- 91 Rångedalamotet
- Trafikplats Karlsnäs
- Trafikplats Svensholm
- Strängsered
- vej 185
- vej 26
- Jära
- Trafikplats Hedenstorp
- Trafikplats Haga
- 95 Trafikplats Ljungarum E4